# Protéase à thréonine

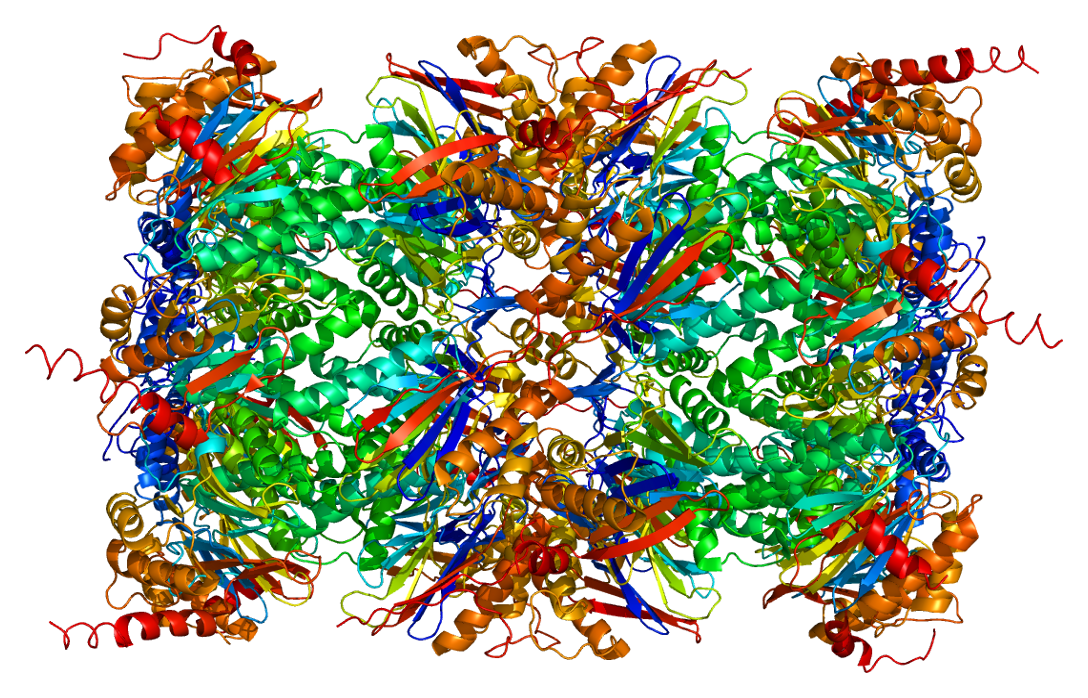
Structure d'un protéasome 20S de mammifère

Une protéase à thréonine est une peptidase dont le résidu d'acide aminé nucléophile de la triade catalytique est une thréonine. Les sous-unités catalytiques du protéasome sont le prototype de cette famille d'enzymes, mais les acyltransférases ont fait l'objet d'une convergence évolutive vers le même type de géométrie et de mécanisme réactionnel de leur site actif.
Les protéases à thréonine utilisent l'alcool secondaire de leur thréonine N-terminale comme résidu nucléophile nécessaire à la catalyse,. Ce résidu doit être N-terminal car l'amide terminale agit comme base en polarisant une molécule d'eau qui déprotone l'alcool secondaire et accroît sa réactivité comme nucléophile,.
La catalyse intervient en deux temps :
1. le résidu nucléophile attaque le substrat pour former un intermédiaire acyl-enzyme covalent, ce qui libère le premier produit ;
2. l'intermédiaire est hydrolysé pour libérer le second produit et régénérer l'enzyme libre.

Ce type de mécanisme réactionnel est commun aux enzymes dont le site actif utilise une triade catalytique.